# Ород III
Ород III — царь Парфии, правил в 4 — 6/7 годах. Из династии Аршакидов.
После свержения Фраата V парфянская знать отправила делегацию к царевичу Ороду и попросила его занять престол. Однако вскоре Ород вследствие своей «гнусности, легкой раздражительности и крайней жестокости» заслужил ненависть всего парфянского народа. Поэтому знать устроила против него заговор, в результате которого Ород III был убит, по мнению некоторых, во время пиршества за столом, а по мнению большинства, во время охоты. После чего парфяне послали в Рим и стали просить себе царя из числа находившихся там в заложниках старших сыновей Фраата IV. Преимущество перед прочими братьями было оказано Вонону.
Единственная известная монета Орода датируется 317 годом селевкидской эры, то есть 6/7 годом н. э. В течение следующих двух лет монеты не чеканились.